# Joe Kolodziej
Joseph Raymond Kolodziej (ur. 31 maja 1967 w Buffalo) – amerykański przedsiębiorca i działacz sportowy polskiego pochodzenia. Prezes zarządu korporacji Hockey Holdings Group, działającej w Ameryce Północnej i Europie, od 10 sierpnia 2020 roku prezes polskiego klubu hokejowego – Opole HK.
Współpracował wieloma klubami z północnoamerykańskich lig m.in.: Grand Rapids Griffins (AHL), Dayton Ice Bandits (UHL) oraz z lig OHL, USHL, NAHL, NCDC, NOJHL, SIJHL oraz współtworzył wiele programów dla uzdolnionej młodzieży w Ameryce Północnej i Europie.

## Życiorys
Joe Kolodziej w młodości grał w hokeja na pozycji napastnika w ligach AAA Hockey na zachodzie Nowego Jorku, Greater Ontario Junior Hockey League, uniwersyteckich rozgrywkach w Stanach Zjednoczonych oraz przez krótki czas reprezentował profesjonalne drużyny hokejowe w niższych poziomach ligowych w Stanach Zjednoczonych i Europie.
Po zakończeniu gry w hokeja został działaczem hokejowym i obecnie jest uważany za jednego z najbardziej wpływowych ludzi w hokeju amatorskim na świecie. W 1995 roku założył Hockey Talent Management – największą na świecie firmę zajmującą się usługami profesjonalnych zawodników z niższych lig, szczególnie amatorskich graczy przygotowujących się do rozgrywek NCAA, a w latach 1996–1999 pod szyldem firmy prowadził obozy dla młodzieży w środkowo-zachodnich Stanach Zjednoczonych.
W latach 2000–2001 był dyrektorem treningu w Char Em Hockey Association w stanie Michigan, a w latach 2001–2002 trenował uniwersytecką drużynę Petoskey Northmen High School Hockey w jego inauguracyjnym sezonie. Następnie w 2002 roku był dyrektorem obozu wolnych agentów w Atlantic Coast Hockey League – profesjonalnej lidze w południowo-wschodnich Stanach Zjednoczonych.
W 2003 roku opracował koncepcję biznesową pt. „Kombinacja Hokejowa i założył Pre Draft Combine – firmę współpracującą z South East Hockey League, która w tym samym roku została przekształcona w Southern Professional Hockey League. Zdaniem wielu osób koncepcja Pre Draft Combine stanowi bardzo szczególnie znaczenie dla segmentu biznesowego w hokeju na lodzie, która jest naśladowana przez wiele innych firm i zespołów na świecie. Brał również udział w obozach szkoleniowych klubu ligi NHL jako skaut, ewaluator i rekruter młodych zawodników: Detroit Red Wings (2003), Atlanta Thrashers (2004) oraz Columbus Blue Jackets w NHL Rookie Tournament (2008).
W sezonie 2003/2004 był menedżerem generalnym klubu ligi IIHL – Northern Michigan Predators, a w latach 2008–2009 był wiceprezesem ligi AAHL, gdzie odpowiadał za rozwój i promocję zawodników (po roku pracy w lidze wielu zawodników zanotowało awans na wyższy poziom i grało w profesjonalnych ligach) oraz dyrektorem wykonawczym oraz współwłaścicielem w Battle Creek Revolution. W sezonie 2008/2009 otrzymał nagrodę Dyrektora Wykonawczego Roku ligi AHL 2008/2009 oraz rozegrał 3 mecze w barwach Chicago Blaze.
W sezonie 2010/2011 był menedżerem generalnym klubu ligi Continental Junior Hockey League – Alpena Thunder, który przystąpił do ligi po zakończeniu działalności ligi NJHL oraz w tym samym sezonie zdobył mistrzostwo ligi. Po sezonie prawie połowa zawodników przeszło do uniwersyteckich zespołów lub wyższych lig juniorskich, klub został przekształcony w Alpena Pride, jednak przed rozpoczęciem sezonu 2011/2012 zakończył swoją działalność. W sezonie 2012/2013 pełnił funkcję doradcy i konsultanta klubu ligi MnJHL – Dells Ducks, a w sezonie 2013/2014 był wiceprezem Central Wisconsin Saints.

### Działalność w Polsce
W 2019 roku został mianowany koordynatorem draftu PZHL przez władze Polskiej Hokej Ligi, dzięki czemu ma stać na czele pierwszego w polskim hokeju draftu do zawodowej ligi oraz I ligi, w sezonie 2019/2020 włączyły się drużyny Centralnej Ligi Juniorów. Był to duży krok dla polskiego hokeja, gdyż Polska Hokej Liga to pierwsza liga w Europie, która usunęła wszystkie ograniczenia dotyczące importu zawodników w 2019 roku. Projekt miał się odbyć w lipcu 2020 roku, jednak z powodu pandemii koronawirusa projekt został odwołany.
10 sierpnia 2020 roku Hockey Holdings Group przejął nowo powstały polski klub hokejowy – Opole HK, w którym Kołodziej został prezesem oraz sprowadził sztab szkoleniowy i zawodników głównie z Ameryki Północnej.

## Wyróżnienia
- Dyrektor Wykonawczy Roku ligi AAHL: 2009